# マツイ日記は知っている!
『マツイ日記は知っている!』（マツイにっきはしっている）は、荒木ひとしの野球をテーマとした4コマ漫画。1997年から2002年にかけて『まんがパロ野球ニュース』→『スポコミ』→『まんがくらぶオリジナル』、『まんがライフ』（いずれも竹書房）や『月刊ジャイアンツ』（報知新聞社、2000年8月号 - 2006年3月号）に連載されていた。

## 概要
主人公は当時読売ジャイアンツ所属だった松井秀喜で、本人も単行本に登場して作者と対談を行うなど、本人及び球団の公認作品である。内容は佐々木主浩を主人公に当時『まんがパロ野球ニュース』誌上で人気を博していた「ササキ様に願いを」（みずしな孝之）の松井版とでも言うべき作品で、実在する野球選手が多数登場するギャグ漫画。
作者が並行して『月刊ジャイアンツ』に連載していた『ソケット君、行け!』とキャラ設定を共有している。
松井秀喜が2003年にニューヨーク・ヤンキースに移籍したのに伴い、題名を『マツイ日記は知っている!MAJOR』と改題し、その後も『まんがくらぶオリジナル』『月刊ジャイアンツ』で連載を続行したが、2006年の『月刊ジャイアンツ』3月号で『ソケット君、行け!』と共に連載を終了した。なお松井のヤンキース移籍後は、『まんがくらぶオリジナル』では松井とヤンキースの選手らとの交友が描かれる一方で『月刊ジャイアンツ』ではヒデキロボと巨人の選手たちの絡みが中心になるなど、ストーリーが二本立てで進行する傾向が見られた。

## 主な登場人物

### 実在する人物
松井秀喜（ヒデキマツイ）
主人公。天然ボケ。とにかくいろんなものの影響を受けやすい。仁志を見つけるとやたらに追いかける。小学校時代には逃げキノコを飼っていた。
仁志敏久（ぴかちるさん）
一時は松井のストーキングに悩まされたが、清水の手によりピカチュウの変装をしたところ、松井から「ぴかちるさん」と呼ばれるようになり、以後作中では「ぴかちるさん」として定着した（場内アナウンスや応援も全て「ぴかちるさん」もしくは「ぴかちる」となった。ただしユニフォームの背中のローマ字は「NISHI」のままであり、作中でそれをサミー・ソーサに突っ込まれたことがある）。松井は「仁志とぴかちるさんは別人」だと思っているため、ぴかちるさん状態の仁志に対してはストーキングは行わない。しかしたまに変装用の耳が外れたりすると、松井が仁志の存在を感知して追いかけてくる。2006年オフに横浜ベイスターズに移籍。
清水隆行（らいちるさん）
ちびっこ・ポケモン好き。終盤あたりでは『三國無双』も好きになっている。仁志を「ぴかちるさん」に仕立て上げた張本人。ある時たまたま清水もピカチュウの変装をしていたところ松井が「ぴかちるさんがふたりいる!?」と驚いたため、自分も変装に手を染めるようになり、ライチュウの変装で松井から「らいちるさん」と呼ばれるようになる。
『ソケット君、行け!』では「ちびっ子の味方」とされ、また一回「ぴかちる」耳を仁志につけられた松井を仁志と勘違いしてしまい、松井に「仁志の事」について追いかけまわされた。
（単行本未収録）最終話あたりでは、ニセジャビと共に「全日本黒魔術的ローリングゴマ油協会」に入会している。入った理由は「音がだせるから」。
高橋由伸
松井から怪しげな筋力増強グッズを渡されており、そのため作中では筋力増強グッズの一つとして渡された東京タワーの模型をいつも頭の上に乗せている。松井の奇怪な行動の被害者にされることが多い。挙句の果てには、松井によって「伝説の男・ヨシノブ」のウソ話を全米に撒き散らされ、本人も困惑する。
岡島秀樹
通称「おかじー」。やたらに花柄好きであり、身の回りのものを全て花柄で固めている。あまり元気はない。小声でクスクス笑う癖がある。2006年シーズン直前に北海道日本ハムファイターズへ移籍、同年のオフに大リーグのボストン・レッドソックスへ移籍。
『ソケット君、行け!』から登場したキャラでもあり、『ソケット君、行け!』でのネタ「花ずきん」(赤ずきんのパロディ)を本作で発展させ「怪傑花ずきん」と化した。
二岡智宏
無口。意味不明な行動を取る点では松井といい勝負。逃げキノコを飼っている。上原と一緒にいることが多い。松井が実家に帰省した際に、なぜか二岡がごく自然に実家にいたこともある。
清原和博
「男同士なのに『アベック』はおかしい」との理由で、松井とのアベックホームランを「男と男のぬくもりアーチ」と松井に命名され困惑する。肉体改造後はメカになったと松井に思われている。2005年オフにオリックス・バファローズに移籍。
広澤克実
松井との「男と男のぬくもりアーチ」を認めた人。彼が登録名を変えたときに松井も登録名を変えた（しかし、松井自身が誰のことだかわからなくなってしまった）。
江藤智
松井にパン屋であると思い込まれている。その影響で後には仁志、清水、清原までもが江藤のことをパン屋だと思ってしまった。2006年より埼玉西武ライオンズに移籍。
元木（くせ者）（元木大介）
いつも忍者装束に身を包んでおり、松井に対しいろいろな悪戯を仕掛ける。2005年に引退。
阿部慎之助
自分のことを「あべっち」と呼ぶ。意味不明な思考をすることが多い。松井とは仲がよいようだ。初登場からしばらく、串に刺さった食べ物（おでん、バーベキューなど）を常に持ち歩いていたが、いつの間にか持たなくなった。とにかく四角いものが大好きで、捕手になったのも四角いストライクゾーンを一番間近に見られるからだという。
原辰徳
無表情だが熱血でいつでもどこでもさわやかな人でジャイアンツ愛を感じている。
山下監督（山下智茂）
松井の星稜高等学校時代の恩師。いつも松井のところに意味不明の電話をかけてくる。
イチロー
オリックス・ブルーウェーブ→シアトル・マリナーズの外野手。
松井がバーニーの事を「ぴょん太」と呼んでいたり、松井が愛犬「一弓」と勝手に遊び、勝手に「ヒデノリ」と命名したのを目撃し、松井を嫉妬するようになってきた。いつも色んなところから出てくる。
松井稼頭央
西武ライオンズ→ニューヨーク・メッツ（→コロラド・ロッキーズ）の内野手。
松井によく振り回される。（「ニューヨークに住んでいるから」の理由）松井に連れられたネズミさんやあひるさんと同居していたが、あまりにも奇怪な行動をするため、追い出した。
高津臣吾
ヤクルトスワローズ→シカゴ・ホワイトソックス（→東京ヤクルトスワローズ）の投手。
松井やイチローを応援するような行動をしているが、それは自分を松井やイチローに「豪気な人だ」と思わせようとしているかららしい。だが、松井の応援ビデオにサブリミナル効果を使ったりしているので、「どこが豪気なんだ」と思わせている。
野茂英雄
近鉄バファローズ→ロサンゼルス・ドジャース→タンパベイ・デビルレイズの投手。
静沈着、無表情で無口キャラ、石井と意味不明な話をする。
石井一久
ヤクルトスワローズ→ロサンゼルス・ドジャース→ニューヨーク・メッツ（→東京ヤクルトスワローズ→埼玉西武ライオンズ）の投手。
野茂や中村の意味不明な発言に心の中だけでつっこんでいる。いつも眠った顔をしている
中村紀洋
大阪近鉄バファローズ→ロサンゼルス・ドジャース→オリックス・バファローズ（→中日ドラゴンズ→東北楽天ゴールデンイーグルス→横浜DeNAベイスターズ）の内野手。
元近鉄の野茂を執拗に探している。メジャーリーグの事を何も知らずに入団した。
最終回で清原と対面した時はオリックスと近鉄が合併したことすら知らなかった。
佐々木主浩
横浜ベイスターズ→シアトル・マリナーズ（→横浜ベイスターズ）の元投手。
イチローを人形みたいに扱ったり、昌雄をフォークボールの握り方で挟んで、それを松井に打たせようとするなどの凄まじい行動をしている。松井に怖がられている。
デレク・ジーター
ニューヨーク・ヤンキースの内野手。
キャプテン。松井とは同い年で、気の合う友である。ただ気が合いすぎて、二人で試合をサボったりするため、監督らからは「問題児」とされている。
ジェイソン・ジオンビー
ニューヨーク・ヤンキースの内野手。
松井に対するマスコミ攻撃に対して、「俺が守るぜ！」といったため、松井は彼を兄貴のように慕っている。
バーニー・ウイリアムス
ニューヨーク・ヤンキースの外野手。
松井曰く、「兎みたいな名前」だから、松井から「ぴょん太」と呼ばれている。音楽が上手で、クラブなどで歌っている。イチローは彼を尊敬している。
アルフォンソ・ソリアーノ
ニューヨーク・ヤンキースの内野手。
以前広島カープに在籍していたせいか、中途半端な日本語を話す。
ドン・ジマー
ニューヨーク・ヤンキースのコーチ。
プロ生活56年の大ベテラン。松井が入団する前は彼が背番号55をつける予定だった。巨漢な体質のため、松井に餅じゃないかと思われている。
マニー・ラミレス
ボストン・レッドソックスの外野手。
松井を野獣みたいだからといってレッドソックスに勧誘しようとしている。
ジョニー・デーモン
ボストン・レッドソックスの外野手。
ラミレスと同じく、松井をレッドソックスに勧誘しようとしていたが、逆にデーモンがヤンキースに入団することになったため、髭を剃り、髪を刈上げた。
松井昌雄
松井の父で、演歌歌手でもある。
佐々木と何かとトラブルを起こす。

### 架空のキャラクター
ニセジャビ
ジャイアンツのマスコットであるジャビットの一人。背番号は444。松井に対してだけは非常に凶暴でよく噛み付いている。ただし初期の頃は「通常時は普通のジャビットの顔で、松井が相手のときだけ凶暴顔に変わる」という設定だったが、中期以降は「顔は普段から凶暴顔だが松井以外には優しい」という設定に変わった。噛み付く以外にも松井をトランポリンで攻撃したり、壺の中に閉じ込めたりしている。作中の記述によれば「ジャビット類有尾目」とあり、人間ではない別の生き物らしい。日本語を聞き取り理解する能力はあるがしゃべることができないため（発声は全て「ガルル」という鳴き声になってしまう）、松井との会話が必要な際はスケッチブックを用いた筆談を行う。バルビーノ・ガルベスはニセジャビのことを「あのお方」と呼んで忠誠を誓っている。仲間にニセファイティーなどがいる。
（単行本未収録）最終話あたりでは、清水と共に「全日本黒魔術的ローリングゴマ油協会」に入会している。
ニセシスタージャビット
ニセジャビの妹（作中でニセジャビのことを「お兄ちゃん」と呼んでいる）。松井によく噛み付いているのは兄と同じだが、松井に恋愛感情を抱いており、松井に噛み付くのも感情表現の一環らしい。松井を追って、たらいで太平洋を横断しアメリカに渡った。なぜかニセジャビとの会話は全て日本語による筆談である。
ブラえもん
未来から来たネコ型ロボット。なぜか胸にいつもブラジャーをしている。松井にいつもガラクタを高い値段で売りつけている。
「モグラ亭」のおやじ
モグラ。穴の中で飲食店「モグラ亭」を経営しており、松井はそこの常連。
逃げキノコ
二岡が飼っているペット。放っておくとすぐに逃げようとする。パワーも強力で、犬の散歩のように逃げキノコに紐をつけて外を歩いていると、二岡が逃げキノコに引きずられることも多い。塩をかけるとさらに逃げるパワーがアップする。梅雨時には糸を出して繭を作り、1週間ほどで「飛び逃げキノコ」に進化する。走ると最高時速300km以上を出し、東京～名古屋間を新幹線より速く走破する。
暗黒商人
顔をベールで覆った謎の商人。しかし体型や耳の形や喋り方はどう見てもブラえもん。相変わらず松井にガラクタを高い値段で売りつける（しかし後述のヒデキロボのように、たまには役立つものも売っている）。松井と同じくアメリカに飛び、路上商売を続けている。
御膳屋
山下監督似の店主が経営する謎の定食屋。いつ行っても意味不明の定食（実際出てくるのは白いご飯のみ）しかない。松井と共にアメリカに飛び（飛行機の席が松井の隣だった）、現地で屋台店舗を始める。すると瞬く間に売れて、遂には全米に70店舗を構える巨大グループになったが、その後、更なる事業展開を狙った大勝負（カジノと思われる）で失敗し、元の屋台店舗に戻ってしまった。
糸巻
「しらたきスポーツ」所属の新聞記者。いつも松井に関するわけのわからない記事を書く。
ネズミさん
どう見てもミッキーマウスをリアルにしたような正体不明のおっさん。
松井に連れられて稼頭央の家で暮らしている。夜中にドラムを鳴らしたり、子供にサインの料金を請求したり（20ドル）、挙句の果てに稼頭央と一緒に（勝手に）来日して東京ディズニーランドのアトラクションを8時間占領して威力業務妨害で逮捕されたりとトラブルメーカーである。友人にドナルドダックのリアル版であるあひるさんがいる。
宮崎地底人
ジャイアンツの宮崎キャンプのグラウンドに姿を見せる地底人。松井とリバーシや五目並べをする。
ヒデキロボ
松井が暗黒商人から50万円で購入したロボット。見た目が松井に似ていることはもちろん、松井そっくりの思考を持つ（仁志をストーキングしようとするところまでそっくり）。目はテレビカメラとなっており、遠隔地からもパソコンで映像・音声を受信することが可能なほか、パソコンに接続したマイクから音声を送信し、ロボの周囲の人物と会話することもできる。また最大速度マッハ2で飛行し日米を往復できる能力を持つ。動力は不明だが、少なくとも燃料は無限ではない（日本で燃料切れしたヒデキロボのため、アメリカから松井がわざわざ旅客機で日本に渡り燃料補給に行ったこともある）。
セサミ君
セサミストリートのオスカーに似た正体不明の生物。いつもポリバケツに入って登場する。元々メッツのファンだったが、松井のヤンキース入団を機にヤンキースファンに鞍替えした。
追われている人
松井の前に現れ、謎のバッグを押し付ける男。全身を負傷している。バッグの中には世界ヤバイ物ランキング14位の物が入っている。
スカウト
「全日本黒魔術的ローリングゴマ油協会」のスカウト。
西村
1回だけ登場した。松井が「西村」と書いた看板にホームランを打って、松井がもらった。侍の格好をしている。（ちなみに次のページには西村がいた看板がガラスになっていて、松井はそこに当ててしまい、弁償した）
日記帳
松井が使っている日記帳。松井がその日の出来事を日記に書いているうちに思考があさっての方向に飛んでいってしまう、というのが初期のお約束だった。日記帳なのでしゃべることなどはできないが、松井が行う様々な意味不明の行動に対し心の声で的確なツッコミを入れる。ある意味で、本作で最も普通の人間の感覚を持ったキャラクター。
ソケット君
4巻巻末の短編にゲスト出演した『ソケット君、行け!』の主人公。背中におまけ妖怪の「グレート」をつけた電球妖怪で、背番号「100000」を持つ代走メインの選手でもある。

## 単行本
竹書房より単行本が計8巻（無印が5巻、「MAJOR」が3巻）出ている。「MAJOR」については、最終回を収めた4巻の発売が見送られたため、下記の作者公式サイトで4巻相当の内容が掲載されている。